# Nazionale femminile di pallavolo della Germania
La nazionale femminile di pallavolo della Germania è una squadra europea composta dalle migliori giocatrici di pallavolo della Germania ed è posta sotto l'egida della Federazione pallavolistica della Germania.
Fino al 1990 ha rappresentato la Germania Ovest.

## Rosa
Segue la rosa delle giocatrici convocate per la Volleyball Nations League 2025.
| N° | Nome               | Ruolo | Data di nascita  | Squadra              |
| -- | ------------------ | ----- | ---------------- | -------------------- |
| 2  | Pia Kästner        | P     | 29 giugno 1998   | MTV Stoccarda        |
| 3  | Annie Cesar        | L     | 26 aprile 1997   | LOVB Omaha           |
| 4  | Anna Pogany        | L     | 21 luglio 1994   | LOVB Houston         |
| 5  | Corina Glaab       | P     | 25 maggio 2000   | Terville Florange    |
| 6  | Antonia Stautz     | S     | 15 dicembre 1993 | MTV Stoccarda        |
| 7  | Maria Tabacuks     | S     | 10 febbraio 2007 | Volero Le Cannet     |
| 9  | Lina Alsmeier      | S     | 29 giugno 2000   | AGIL                 |
| 10 | Lena Stigrot       | S     | 20 dicembre 1994 | Kurobe AquaFairies   |
| 12 | Hanna Orthmann     | S     | 3 ottobre 1998   | Türk Hava Yolları    |
| 13 | Emilia Weske       | O     | 26 marzo 2001    | Trentino             |
| 14 | Marie Schölzel     | C     | 1º agosto 1997   | Roma Club            |
| 15 | Romy Jatzko        | S     | 26 gennaio 2000  | Mulhouse             |
| 16 | Anastasia Cekulaev | C     | 1º luglio 2003   | Black Angels Perugia |
| 18 | Leana Grozer       | S     | 23 aprile 2007   | Schweriner           |
| 20 | Lena Kindermann    | O     | 27 luglio 1999   | Venelles             |
| 21 | Camilla Weitzel    | C     | 11 giugno 2000   | Megavolley           |
| 22 | Monique Strubbe    | C     | 5 luglio 2001    | Bergamo              |
| 23 | Sarah Straube      | P     | 26 aprile 2002   | Dresdner             |

## Risultati

### Competizioni FIVB
| 1964 | non qualificata | -            |
| 1968 | non qualificata | -            |
| 1972 | 8º posto        | Convocazioni |
| 1976 | non qualificata | -            |
| 1980 | non qualificata | -            |
| 1984 | 6º posto        | Convocazioni |
| 1988 | non qualificata | -            |
| 1992 | non qualificata | -            |
| 1996 | 8º posto        | Convocazioni |
| 2000 | 6º posto        | Convocazioni |
| 2004 | 9º posto        | Convocazioni |
| 2008 | non qualificata | -            |
| 2012 | non qualificata | -            |
| 2016 | non qualificata | -            |
| 2020 | non qualificata | -            |
| 2024 | non qualificata | -            |

| 1952 | non qualificata | -            |
| 1956 | 16º posto       | Convocazioni |
| 1960 | 10º posto       | Convocazioni |
| 1962 | 13º posto       | Convocazioni |
| 1967 | non qualificata | -            |
| 1970 | non qualificata | -            |
| 1974 | 19º posto       | Convocazioni |
| 1978 | 18º posto       | Convocazioni |
| 1982 | 14º posto       | Convocazioni |
| 1986 | 13º posto       | Convocazioni |
| 1990 | 13º posto       | Convocazioni |
| 1994 | 5º posto        | Convocazioni |
| 1998 | 13º posto       | Convocazioni |
| 2002 | 10º posto       | Convocazioni |
| 2006 | 11º posto       | Convocazioni |
| 2010 | 7º posto        | Convocazioni |
| 2014 | 9º posto        | Convocazioni |
| 2018 | 11º posto       | Convocazioni |
| 2022 | 14º posto       | Convocazioni |

| 2018 | 11º posto | Convocazioni |
| 2019 | 10º posto | Convocazioni |
| 2021 | 10º posto | Convocazioni |
| 2022 | 10º posto | Convocazioni |
| 2023 | 8º posto  | Convocazioni |
| 2024 | 13º posto | Convocazioni |
| 2025 | 7º posto  | Convocazioni |

| 1973 | non qualificata | -            |
| 1977 | non qualificata | -            |
| 1981 | non qualificata | -            |
| 1985 | non qualificata | -            |
| 1989 | non qualificata | -            |
| 1991 | 9º posto        | Convocazioni |
| 1995 | non qualificata | -            |
| 1999 | non qualificata | -            |
| 2003 | non qualificata | -            |
| 2007 | non qualificata | -            |
| 2011 | 6º posto        | Convocazioni |
| 2015 | non qualificata | -            |
| 2019 | non qualificata | -            |
| 2023 | non qualificata | -            |

### Competizioni CEV
| 1949 | non qualificata | -            |
| 1950 | non qualificata | -            |
| 1951 | non qualificata | -            |
| 1955 | non qualificata | -            |
| 1958 | 11º posto       | Convocazioni |
| 1963 | 11º posto       | Convocazioni |
| 1967 | 10º posto       | Convocazioni |
| 1971 | 10º posto       | Convocazioni |
| 1975 | 10º posto       | Convocazioni |
| 1977 | 8º posto        | Convocazioni |
| 1979 | 9º posto        | Convocazioni |
| 1981 | 10º posto       | Convocazioni |
| 1983 | 5º posto        | Convocazioni |
| 1985 | 6º posto        | Convocazioni |
| 1987 | 9º posto        | Convocazioni |
| 1989 | 6º posto        | Convocazioni |
| 1991 | 3º posto        | Convocazioni |
| 1993 | 5º posto        | Convocazioni |
| 1995 | 4º posto        | Convocazioni |
| 1997 | 10º posto       | Convocazioni |
| 1999 | 4º posto        | Convocazioni |
| 2001 | 9º posto        | Convocazioni |
| 2003 | 3º posto        | Convocazioni |
| 2005 | 11º posto       | Convocazioni |
| 2007 | 6º posto        | Convocazioni |
| 2009 | 4º posto        | Convocazioni |
| 2011 | 2º posto        | Convocazioni |
| 2013 | 2º posto        | Convocazioni |
| 2015 | 5º posto        | Convocazioni |
| 2017 | 8º posto        | Convocazioni |
| 2019 | 6º posto        | Convocazioni |
| 2021 | 11º posto       | Convocazioni |
| 2023 | 12º posto       | Convocazioni |

| 2009 | non qualificata | -            |
| 2010 | non qualificata | -            |
| 2011 | non qualificata | -            |
| 2012 | non qualificata | -            |
| 2013 | 1º posto        | Convocazioni |
| 2014 | 2º posto        | Convocazioni |
| 2015 | non qualificata | -            |
| 2016 | non qualificata | -            |
| 2017 | non qualificata | -            |
| 2018 | non qualificata | -            |
| 2019 | non qualificata | -            |
| 2021 | non qualificata | -            |
| 2022 | non qualificata | -            |
| 2023 | non qualificata | -            |
| 2024 | non qualificata | -            |

### Competizioni zonali
| 2015 | 5º posto | Convocazioni |

### Competizioni estinte
| 1993 | 8º posto        | Convocazioni |
| 1994 | 10º posto       | Convocazioni |
| 1995 | 8º posto        | Convocazioni |
| 1996 | non qualificata | -            |
| 1997 | non qualificata | -            |
| 1998 | non qualificata | -            |
| 1999 | non qualificata | -            |
| 2000 | non qualificata | -            |
| 2001 | 8º posto        | Convocazioni |
| 2002 | 3º posto        | Convocazioni |
| 2003 | 7º posto        | Convocazioni |
| 2004 | 6º posto        | Convocazioni |
| 2005 | 10º posto       | Convocazioni |
| 2006 | non qualificata | -            |
| 2007 | non qualificata | -            |
| 2008 | 7º posto        | Convocazioni |
| 2009 | 3º posto        | Convocazioni |
| 2010 | 9º posto        | Convocazioni |
| 2011 | 13º posto       | Convocazioni |
| 2012 | 7º posto        | Convocazioni |
| 2013 | 11º posto       | Convocazioni |
| 2014 | 11º posto       | Convocazioni |
| 2015 | 7º posto        | Convocazioni |
| 2016 | 12º posto       | Convocazioni |
| 2017 | 15º posto       | Convocazioni |

| 1988 | non qualificata | -            |
| 1989 | non qualificata | -            |
| 1990 | ?               | -            |
| 1991 | non qualificata | -            |
| 1992 | non qualificata | -            |
| 1993 | non qualificata | -            |
| 1994 | non qualificata | -            |
| 1995 | non qualificata | -            |
| 1996 | non qualificata | -            |
| 1998 | 7º posto        | Convocazioni |
| 1999 | non qualificata | -            |
| 2000 | non qualificata | -            |
| 2001 | non qualificata | -            |
| 2002 | non qualificata | -            |
| 2003 | non qualificata | -            |
| 2004 | 5º posto        | Convocazioni |
| 2005 | 5º posto        | Convocazioni |
| 2006 | 5º posto        | Convocazioni |
| 2007 | 5º posto        | Convocazioni |
| 2008 | 5º posto        | Convocazioni |
| 2009 | 6º posto        | Convocazioni |
| 2010 | 7º posto        | Convocazioni |
| 2011 | 6º posto        | Convocazioni |
| 2013 | 7º posto        | Convocazioni |
| 2014 | 1º posto        | Convocazioni |
| 2015 | 5º posto        | Convocazioni |
| 2016 | non qualificata | -            |
| 2017 | 2º posto        | Convocazioni |
| 2018 | non qualificata | -            |
| 2019 | 7º posto        | Convocazioni |

| 1986 | 8º posto        | Convocazioni |
| 1990 | non qualificata | -            |
| 1994 | 6º posto        | Convocazioni |

| 2004 | non qualificata | -            |
| 2005 | 4º posto        | Convocazioni |
| 2006 | non qualificata | -            |
| 2008 | 2º posto        | Convocazioni |